# Mark Cornwall
Mark Cornwall - prof., brytyjski historyk, zajmujący się historią Europy Środkowo-Wschodniej w XIX i XX w. Wykładowca na University of Southampton. Sekretarz Forum of British, Czech and Slovak Historians.
Autor m.in. książki The Undermining of Austria-Hungary: The Battle for Hearts and Minds (2000) oraz artykułów w "Central Europe", "German History", "The Slavonic and East European Review", "The English Historical Review" i "History".